# Joe Jacob
Joe Jacob (né le 1er avril 1939) est un homme politique irlandais du Fianna Fáil.

## Biographie
Jacob est né à Kilrush, dans le comté de Clare, en 1939. Il fait ses études à De La Salle à Wicklow et au Terenure College de Dublin. Il est un ancien patron de pub et directeur de distribution chez Nitrigin Éireann Teoranta.
Jacob est élu pour la première fois au Dáil Éireann comme député Fianna Fáil pour la circonscription de Wicklow aux élections générales de 1987. Il occupe son siège à chaque élection ultérieure, jusqu'à sa retraite aux élections générales de 2007.
Il est membre du conseil du comté de Wicklow de 1985 à 1997 pour la région de Wicklow. Il est nommé ministre d'État au Département des entreprises publiques avec une responsabilité particulière pour l'énergie en 1997, poste qu'il occupe jusqu'en 2002. Il n'est pas reconduit à un poste ministériel après les élections générales de 2002. Il est président du parti parlementaire Fianna Fáil de 1992 à 1995 et est Leas-Cheann Comhairle du Dáil de 1993 à 1997.